# Simon Bon
Simon Bon (Nieuwpoort, 1 februari 1904 - Aalsmeer, 17 juni 1987) was een Nederlands roeier. Hij nam tweemaal deel aan de Olympische Spelen, maar won bij die gelegenheid geen medaille.
Op de Olympische Spelen van 1924 in Parijs maakte hij op twintigjarige leeftijd zijn olympisch debuut op het roeionderdeel acht met stuurman. De roeiwedstrijden vonden plaats op een recht gedeelte van de rivier de Seine bij Argenteuil. De Nederlandse ploeg werd in de tweede serie derde en plaatste zich hierdoor niet voor de finale en de herkansing.
Vier jaar later op de Olympische Spelen van Amsterdam nam hij deel aan de vier zonder stuurman. Ditmaal vonden de roeiwedstrijden plaats op het kanaal van Sloten over een recht stuk van 3000 meter. De roeiwedstrijden vonden plaats op de Ringvaart bij Sloten, omdat de Amstel was afgekeurd door de Internationale Roeibond FISA. De wedstrijdbaan van 2000 m was vrij smal en hierdoor was het olympische programma verlengd. Totaal was er 3000m rechte baan beschikbaar, zodat ook extra oefenwater beschikbaar was. Via een speciaal systeem met repèchages waren ploegen niet direct uitgeschakeld, maar konden zich middels een herkansing alsnog kwalificeren voor de halve finale. De Nederlandse vier zonder stuurman verloor in de series van Italië en werd uitgeschakeld toen het ook in de herkansing verloor van Duitsland.
Bon was aangesloten bij studentenroeivereniging ASR Nereus in Amsterdam. Van beroep was hij arts in Aalsmeer. Zijn zoon, Piet Bon, is eveneens een olympisch roeier.

## Palmares

### Roeien (vier zonder stuurman)
- 1928: 2e in de herkansing OS - 7.30,2

### Roeien (acht met stuurman)
- 1924: 3e in de series OS - onbekende tijd
- 1924:  EK in Zürich

Simon Bon · 
Cornelis Eecen · 
Antony Fennema · 
Roelof Hommema · 
Paul Maasland · 
Henk Rijnders · 
Gerrit Tromp · 
Egbertus Waller · 
Ted Cremer (stuurman)
Simon Bon · 
Ansco Dokkum · 
Paul Maasland · 
Egbertus Waller